# Anahit Zizikjan

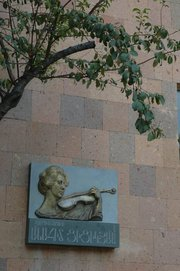
Bild von Anahit Zizikjan

Anahit Zizikjan (Armenisch: Անահիտ Ցիցիկյան, Schreibweise auch Tsitsikian; * 26. August 1926 in Leningrad; † 2. Mai 1999 in Jerewan) war eine armenische Violistin. Sie tourte während sowjetischer Zeit durch mehr als einhundert Städte um die ganze Welt und lehrte fast 40 Jahre lang am Staatlichen Konservatorium Jerewan, weiterhin schrieb sie über 300 Beiträge und Drehbücher für Fernsehen und Radio.
Zizikjan etablierte mit der Geschichte der Darstellenden Kunst einen neuen Zweig der armenischen Musikwissenschaft und verbrachte ihre letzten zwanzig Lebensjahre mit der Forschung im Bereich der Historischen Musikwissenschaft. Sie war Mitbegründerin der armenischen Musikarchäologie.
Sie war Volkskünstlerin der Armenischen Sozialistische Sowjetrepublik (1967), Doktor der Musikwissenschaften (1970) sowie Professorin für Musik (1982).

## Leben
Anahit Zizikjan wurde 1926 in Leningrad (heute Sankt Petersburg) in Russland geboren. Sie begann im Alter von sechs Jahren mit dem Violinespielen; ihre Lehrer waren u. a. der Musiker Grigori Ginsburg und der Professor Lew Zeitlin. Nach Beginn des Zweiten Weltkriegs, im Alter von 15 Jahren, verließ sie Leningrad nach Armenien. Dort studierte sie von 1946 bis 1950 am Staatlichen Konservatorium Jerewan, u. a. bei Karp Dombajew. Anschließend besuchte sie durch ein Stalin-Stipendium das Moskauer Konservatorium bei u. a. Konstantin Mostras.
Das professionelle Spielen begann Zizikjan im Grundschulalter. Sie spielte allein, als auch mit Symphonieorchestern. Ab 1961 war sie Solistin an der Armenischen Philharmonie und spielte in den Republiken der Sowjetunion und in 27 Ländern auf der ganzen Welt. Zizikjan produzierte während ihrer Karriere vier Schallplatten unter dem Label Melodija und war Anhängerin moderner armenischer Komponisten, deren Stücke sie oft mitverfasste, herausgab oder zum ersten Mal spielte.
Ab 1950 lehrte sie am Staatlichen Konservatorium Jerewan und führte drei neue Kurse ein: Geschichte und Theorie der Streichinstrumente, Geschichte der armenischen darstellende Kunst, und praktischen Musikunterricht.
Anahit Zizikjan starb am 2. Mai 1999. Die Anahit Cultural Foundation wurde im gleichen Jahr gegründet, um ihre Arbeit fortzuführen. Ziel der Stiftung ist die Förderung armenischer Musik durch Unterstützung armenischer Musiker, Initiierung kultureller Programme und Veranstaltungen sowie die Integration armenischer Musik in internationale Strukturen.

## Forschung und Werk
Mit ihren Forschungen begann Zizikjan während des Studiums am Konservatorium. Ihre Studien konzentrierten sich auf Musikinstrumentenkunde und Musikarchäologie. Sie sprach fünf Sprachen und lehrte in Englisch, Französisch und Deutsch. Weiterhin nahm sie an zahlreichen internationalen wissenschaftlichen Konferenzen teil und veröffentlichte Artikel in Armenien und im Ausland.
Während ihrer musikalischen Karriere hatte Zizikjan mehr als eintausend Auftritte, nahm 60 Musikstücke auf und schrieb mehr als 300 Artikel und Skripte für Radio- und Fernsehprogramme. Sie war Mitglied mehrerer lokaler und internationaler Organisationen wie der Vereinigung Armenischer Komponisten, der Vereinigung Sowjetischer Komponisten, der Armenischen Theatervereinigung, der Vereinigung Armenischer Journalisten und dem Komitee Frauen der USSR.